# Sorkwity
Sorkwity (Duits: Sorquitten) is een dorp in het Poolse woiwodschap Ermland-Mazurië, in het district Mrągowski. De plaats maakt deel uit van de gemeente Sorkwity en telt 770 inwoners.